# Ultraschallvernebler
Ein Ultraschallvernebler ist ein Gerät zur Erzeugung von Nebel durch Zerstäubung von Flüssigkeiten. Ultraschallvernebler werden in der Medizin zur Inhalation von Medikamenten benutzt, außerdem werden sie zur effektvollen Raumgestaltung, -befeuchtung und in Dampfbädern eingesetzt. Auch bei der Haltung von Reptilien werden Ultraschallvernebler eingesetzt, um eine optimale Luftfeuchtigkeit zu erreichen. 
Ultraschallverneblung in Gewächshäusern führt dazu, dass der Nebel die Luftfeuchtigkeit erhöht, ohne dass sich übermäßig viel Nebeltauwasser auf den Blättern absetzt. Bei der Aeroponik werden die nackten Wurzeln von Pflanzen mit Hydrokulturdünger-Lösungen eingenebelt, die Pflanzenwurzeln werden dadurch optimal mit Sauerstoff (zur Wurzelatmung) versorgt, woraus sich enormes Wurzelwachstum ergibt (siehe dazu auch Hydroponik).

## Ultraschallverneblungsgeräte
Ultraschallvernebelungsgeräte sind ideal, wenn es um hygienische Langzeitbefeuchtung geht. Mit sterilen Systemen und dem Einsatz von Sterilwasser ist eine effektive Pneumonie-Prophylaxe möglich. Eine Verkeimungsgefahr wird wirksam minimiert.

## Nebelerzeugung
Die Nebelerzeugung erfolgt mittels mechanischer Schwingungen von bis zu 3 MHz, die auf einen Flüssigkeitsfilm übertragen werden. Diese Schwingungen werden in der Regel durch piezokeramische Elemente erzeugt, die elektrische Schwingungen in mechanische umwandeln. Sie können an der Oberfläche des Flüssigkeitsfilmes zur Ausbildung von Kapillarwellen führen, die sich mit steigender Anregungsfrequenz exponentiell aufrichten. 
Erreicht die Anregungsfrequenz einen bestimmten Wert, können sich Tropfen eines bestimmten Durchmessers ausbilden. Der Tropfendurchmesser sinkt mit steigender Anregungsfrequenz, bzw. höherer Dichte und kleinerer Oberflächenspannung der jeweiligen Flüssigkeit. Gute Ultraschallvernebler erreichen Tropfengrößen von 2 bis 4 µm, MMAD.

## Quelle
- Günter Wozniak: Zerstäubungstechnik: Prinzipien, Verfahren, Geräte. Springer, 2003. ISBN 3-540-41170-4